# Luis Bethelmy
Luis Miguel Bethelmy Villarroel (Güiria, 14 ottobre 1986) è un cestista venezuelano.

## Carriera
Con il Venezuela ha disputato i Campionati mondiali del 2019 e tre edizioni dei Campionati americani (2007, 2009, 2013).